# Frankfurter-Kreuz-Tunnel
Der Frankfurter-Kreuz-Tunnel ist ein viergleisiger Eisenbahn-Tunnel der Schnellfahrstrecke Köln–Rhein/Main unter dem Frankfurter Kreuz. Er verbindet den Flughafen-Fernbahnhof Frankfurt an der Schnellfahrstrecke mit der Riedbahn Richtung Frankfurt Hauptbahnhof und Mannheim.

## Lage und Verlauf

Der Tunnel im topologischen Gleisplan des südlichen Endes der Schnellfahrstrecke. (rot, im Umfeld veraltet)

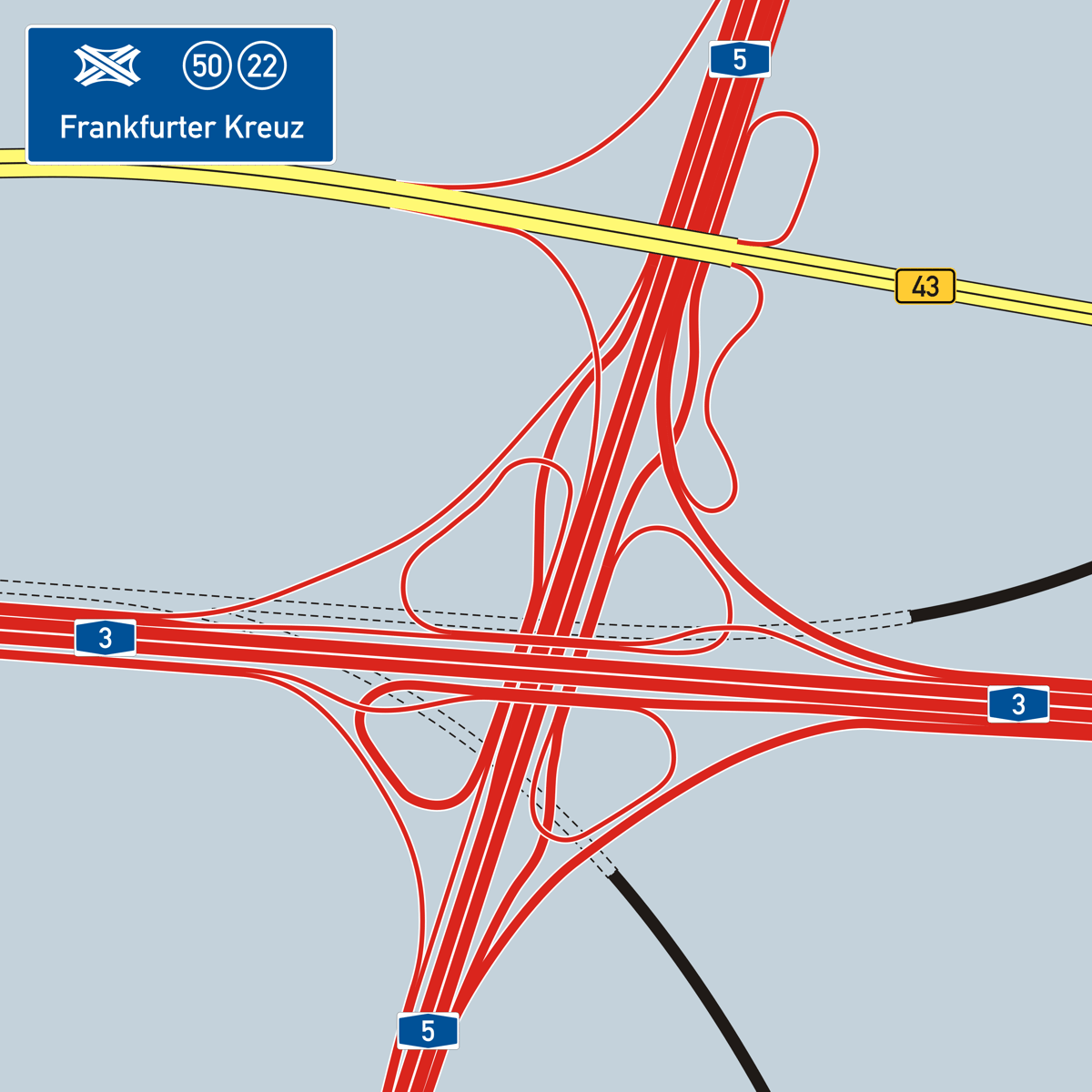
Der Tunnel unterhalb des Frankfurter Kreuzes. Nach Südosten führt die Verbindungskurve Zeppelinheim Richtung Mannheim, nach Nordosten die Verbindungskurve Sportfeld Richtung Frankfurt Hauptbahnhof

Der Tunnel durchfährt quartäre Schichten von Kiesen und Sanden, die auf tertiären Schichten liegen. Die Überdeckung liegt bei sieben bis vierzig Metern. Er verläuft vom Flughafen-Fernbahnhof zunächst viergleisig nach Osten und unterquert das Frankfurter Kreuz. Auf dem mit etwa 350.000 Fahrzeugen pro Tag meistbefahrenen Autobahnkreuz in Deutschland schneiden sich die Autobahnen A 3 und A 5.
Weiter östlich verzweigt sich die viergleisige Tunnelstrecke in zwei doppelspurige Verbindungskurven, die anschließend (Richtung Norden und Richtung Süden) in die Riedbahn einführen:
- Die beiden am Westportal außen liegenden Gleise verlaufen zunächst in zwei Einzelröhren mit einer lichten Weite von je 6,90 Meter über die insgesamt 1.886 Meter lange Kurve Sportfeld Richtung Nordosten. Anschließend vereinigen sie sich zu einem zweigleisigen Rahmenbauwerk mit einer lichten Weite von 11,80 Metern.[2] Diese Kurve führt auf die Riedbahn Richtung Bahnhof Frankfurt am Main Stadion. Von dort verkehren die Züge zum Frankfurter Hauptbahnhof und zum Bahnhof Frankfurt Süd. Diese Kurve gilt als Teil des Hauptastes der Neubaustrecke und trägt wie diese die Streckennummer 2690. Im Tunnel, vor der Verzweigung der beiden Richtungsgleise Richtung Westen, wurde eine Überleitstelle mit vier Weichen eingerichtet.
- Die mittleren Gleise nehmen über die 1.632 Meter lange Kurve Zeppelinheim, einer Doppelröhre von 12,90 Meter lichter Weite[2], einen südöstlichen Verlauf und fädeln in die Riedbahn Richtung Mannheim ein. In der westlichen Tunnelhälfte fällt die Gradiente der Doppelröhre ab, um eine kreuzungsfreie Überführung des Richtungsgleises Sportfeld zu ermöglichen.[4] Die Kurve hat die eigenständige Streckennummer 3656.

Da der Flughafen-Fernbahnhof im Richtungsbetrieb befahren wird, kreuzt das Richtungsgleis nach Frankfurt-Stadion höhenfrei die Gleise der Kurve Zeppelinheim. Das hierzu errichtete viergleisige Rahmenbauwerk misst 853 Meter. Die Unterquerung des Autobahnkreuzes wurde in Deckelbauweise errichtet. Die Kurve Zeppelinheim unterquert zusätzlich die A 3 in einem schleifenden Schnitt. Diese 283 Meter lange Querung weist eine Überdeckung zwischen sieben und fünfzehn Metern auf und wurde im bergmännischen Vortrieb errichtet. Der Tunnel weist teilweise ein Rechteckprofil (offene Bauweise) und teils ein Rundprofil (bergmännische Bauweise) auf.
Im Rahmen der Bauarbeiten wurde auch der Bahnhof Zeppelinheim umfassend umgebaut. Gleiswechsel, für die im Teiltunnel Sportfeld eine Überleitstelle eingerichtet wurde, können in dem neuen Bahnhof erfolgen, bevor die Gleise zum Frankfurter-Kreuz-Tunnel abzweigen.
Der maximale Kurvenradius liegt bei 1000 m (bei einer Überhöhung von bis zu 160 mm), die maximale Längsneigung bei 30,378 ‰, der Gleisabstand bei 4,00 bis 4,70 m. Die Regelhöhe über Schienenoberkante liegt bei 6,50 m, in den Abspannbereichen der Oberleitung bei 7,00 m. Im Tunnel kommt eine in der Systemhöhe reduzierte Variante der Fahrleitung Re 250 zum Einsatz.
Ein Notausstieg liegt an der Ellis Road. Ferner sind an allen drei Portalen Rettungsplätze angeordnet.

## Geschichte

### Planung
1990 lief die Vorplanung für die Errichtung einer Verbindungskurve von Flughafen Frankfurt zur Riedbahn Richtung Mannheim.
Die detaillierte Planung begann 1993. Im April 1994 beantragten die Hessische Straßen- und Verkehrsverwaltung und die DB BauProjekt beim Eisenbahn-Bundesamt gemeinsam die Planfeststellung. Das Planfeststellungsverfahren für den Flughafen-Fernbahnhof und den Abschnitt am Frankfurter Kreuz (zusammen als Abschnitt 36 bezeichnet) war das erste von rund 50 Planfeststellungsverfahren der Neubaustrecke.
Der Planfeststellungsbeschluss wurde am 2. Oktober 1995 erlassen. Auch die Vergabe der Bauleistungen erfolgte gemeinsam. Die Ende 1995 geplanten Längen der beiden Tunnelteile lagen Ende 1995 bei den schließlich realisiert Längen.
Nach Ausschreibung wurden die Arbeiten am 6. November 1995 an zwei Arbeitsgemeinschaften vergeben. Eine Arge war dabei für Erd- und Straßenbauarbeiten zuständig, die andere für den Bereich Ingenieurbau. Im Rahmen eines Qualitätsmanagement-Systems im Rahmen der Ingenieurbau-Arge acht operative Einheiten (jeweils mit eigener Kostenstelle) gebildet. Aufgrund der beengten Verhältnisse, die beispielsweise nur wenige Kranstandorte zuließen, bestanden besonders hohe Anforderungen an die Organisation der Baustelle.
Mehr als 3000 Einzelpläne wurden für den Um- und Neubau am Frankfurter Kreuz erstellt. Zeitweilig waren mehr als 30 Statiker und Konstrukteure mit den Planungsarbeiten befasst. Die Planverwaltung erfolgte über ein EDV-Verfahren.
Die geplanten Kosten bei Baubeginn, einschließlich des Umbaus des Frankfurter Kreuzes, lagen bei rund 215 Millionen D-Mark (Stand: 1997). Das Bauende wurde für 1998 erwartet. 1998 lag die geplante Länge der Kurve Sportfeld bei 1.886 m, die der Kurve Zeppelinheim bei 1.632 m. Diese Längen waren auch Mitte 1999 noch geplant.

### Bau
Die Errichtung des Bauwerks unter dem Autobahnkreuz gilt als aufwändigste Einzelmaßnahme beim Bau der Neubaustrecke.
Der erste Spatenstich für das Bauwerk (und zugleich für die gesamte Neubaustrecke) fand am 13. Dezember 1995 statt. Dem Baubeginn wohnten neben Bahnchef Heinz Dürr u. a. Bundesverkehrsminister Matthias Wissmann, Hessens Ministerpräsident Hans Eichel, Frankfurters Oberbürgermeisterin Petra Roth und der rheinland-pfälzische Minister für Wirtschaft und Verkehr, Rainer Brüderle bei. Im gleichen Monat begannen erste Spezial-Tiefbauarbeiten.
In der Folge gliederten sich die Bauarbeiten in 14 Phasen. Zeitgleich mit dem Bau des Tunnels wurde das 1956 errichtete Autobahnkreuz umgestaltet, um der steigenden Verkehrsbelastung gerecht zu werden. Dabei wurden sechs neue Brücken und zusätzliche Fahrstreifen errichtet. Kernstück der Straßenarbeiten war der Abbruch und Neubau der zentralen Überführung der A 3 über die A 5. Je zwei der vier Parallelbrücken von jeweils knapp 110 m Länge wurden im Juni 1998 und 1999 im Rahmen einer je 36-stündigen Vollsperrung der A 5 abgerissen und neu errichtet.
Zur Unterquerung der A 5 wurde die Fernstraße während des Baus in acht Meter lange Bauabschnitte unterteilt. Insgesamt sechs Mal wurde der Verlauf der Fernstraße dabei umgelegt. Die A 3 wurde auf einer Länge von 280 m bergmännisch unterfahren. Insgesamt 109 Mal wurden die Fahrbahnen des Autobahnkreuzes in der Bauphase umgelegt. Während der gesamten Bauphase waren ständig wenigstens zehn Fahrstreifen offen zu halten.
Am 9. Dezember 1996 setzten die Tunnelpatin, die Frankfurter Oberbürgermeisterin Petra Roth sowie Kurt-Dieter Eschenburg, der Geschäftsführer der DBProjekt GmbH Köln–Rhein/Main symbolisch gemeinsam einen Presslufthammer an. Anschließend wurde mit einer Flasche Sekt die Röhre auf den vorläufigen Namen Petra-Tunnel getauft. Bereits ein Jahr zuvor hatte im Bereich des Tunnels eine Feierstunde zum Baubeginn der Schnellfahrstrecke stattgefunden. Es war auch der erste Tunnelanstich entlang der Neubaustrecke.
Der Tunnel wurde anschließend (aus Zeitgründen) von beiden Seiten angefahren. Die geringen Überdeckungen (6 bis 15 m) in einem lockeren Sand-Kies-Gemisch erschwerten die Arbeiten ebenso wie das Grundwasser. 20.000 Kubikmeter Beton wurden unter Wasser durch Taucher gegossen. Mitte Juli 1997 wurde der erste Tunneldurchstich gefeiert. Es war gleichzeitig der erste Tunneldurchstich der gesamten Neubaustrecke.
Zur Stabilisierung des Baugrundes kam das Düsenstrahlverfahren zum Einsatz.
Zwischen Mitte Mai 1998 und November 1998 wurde im Planfeststellungsabschnitt 36, zu dem der Tunnel und die Anschlussstrecken zur Riedbahn gehören, eine Feste Fahrbahn eingerichtet. Insgesamt wurden 9600 m Gleislänge mit vier Weichen erstellt. 6940 m davon befinden sich im Tunnel, 2300 m im Einschnitt und 360 m im Trog. Die Feste Fahrbahn, die erst nach der Vergabe (1995) beauftragt worden war, geht am Westportal sowie in der Nähe des Nordost- bzw. Südostportals in einen konventionellen Schotter-Oberbau über.
Die Tunnelbauarbeiten endeten am 30. November 1998. Zur Einhaltung des Fertigstellungstermins wurde eine Feste Fahrbahn vom Typ Züblin eingebaut. Zeitvorteile wurden durch die fehlende Notwendigkeit eines Gleisanschlusses zur Installation der Fahrbahn erreicht. Dadurch wurde auch ein paralleler Einbau an mehreren, nicht zusammenhängenden Stellen möglich.
Die eine Fläche von rund 10 Hektar umfassende offene Baugrube wies eine Tiefe von bis zu 27 Metern bei einer Breite von bis zu 35 Metern auf und drang bis zu sieben Meter in das Grundwasser ein. Der Aushub lag bei etwa 1,2 Millionen Kubikmetern. Insgesamt wurden 15.000 Kubikmeter Unterwasserbeton, 180.000 Kubikmeter Beton sowie 18.000 Tonnen Betonstahl eingesetzt.

### Inbetriebnahme und Betrieb
Der Frankfurter-Kreuz-Tunnel wurde, zusammen mit dem Flughafen-Fernbahnhof, als Teil des südmainischen Abschnitts am 30. Mai 1999 in Betrieb genommen.
Die Bauarbeiten am darüber liegenden Autobahnkreuz wurden im Jahr 2001 abgeschlossen. Trotz unveränderter hoher Belastung ging die Zahl der Verkehrsunfälle auf dem umgebauten Kreuz zurück.
Am 25. März 2001 geriet der Tunnel in die Schlagzeilen, als der Triebfahrzeugführer des ICE 725 im Tunnel den Zug anhielt und in den Speisewagen ging, um eine 20-minütige Pause zu machen.
Im ersten Halbjahr 2014 sollten in dem Bauwerk die Schienen gewechselt werden.
2023 berichtete die DB über eine Notfallübung mit 80 Feuerwehrleuten im Tunnel.

### Ausblick
Die beiden durch den Tunnel führenden Verbindungskurven sollen zukünftig beidseitig in die Neubaustrecke Rhein/Main–Rhein/Neckar eingefädelt werden (Stand: 2009).
Im Bundesverkehrswegeplan 2030 ist eine Blockverdichtung zwischen Zeppelinheim und Flughafen-Fernbahnhof vorgesehen, mit einer Verkürzung des mittleren Blockabstandes auf 2 km.

## Technik
Die Gleisanlagen des Tunnels wurden als Feste Fahrbahn ausgeführt und können mit 160 km/h befahren werden. In beidseitigen Anschluss geht die Feste Fahrbahn in einen konventionellen Schotter-Oberbau über. Die vier Weichen der Überleitstelle können im abzweigenden Strang mit 80 km/h befahren werden.
Im Bereich des Tunnels wurden Ks-Signale und – wie bei der übrigen Neubaustrecke auch – Linienförmige Zugbeeinflussung installiert. Im Tunnel liegen die südlichen Einfahrsignale für den Flughafen-Fernbahnhof. Im Zuge der Generalsanierung wurden 2024 im Rahmen einer Blockverdichtung zwei Ks-Vorsignale Richtung Zeppelinheim ergänzt.
Im Tunnel ist auch eine Tunnelsicherheitsbeleuchtung nebst Stromversorgung für Rettungszwecke verbaut.
Der Tunnel wird von einer Basisstation am Westportal mit GSM-R versorgt.